# NGC 3766
NGC 3766 (noto anche come C 97) è un piccolo ma brillante ammasso aperto situato nella costellazione del Centauro; si trova in un ricco campo stellare e può essere osservato anche con piccoli strumenti.

## Osservazione

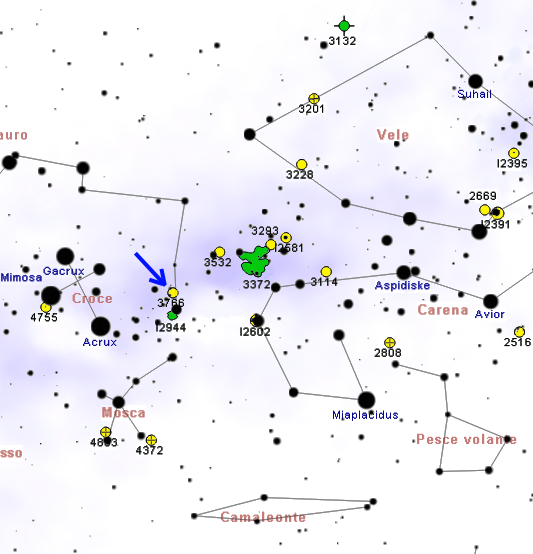
Mappa per individuare NGC 3766.

Si individua 1,5 gradi a nord della stella λ Centauri, immerso nei ricchi campi stellari della Via Lattea australe; può essere individuato anche ad occhio nudo, a condizione che la notte sia buia e nitida, ma appare solo come una stellina sfuocata e leggermente estesa, mentre un binocolo 10x50 già è in grado di risolverlo in stelle, e se la notte è buia, si possono già individuare i colori delle componenti, che appaiono alcune azzurre, altre rosse, contrastando fortemente le une con le altre. In un telescopio amatoriale di apertura oltre i 150 mm l'ammasso appare già risolto. Le stelle più luminose sono di settima magnitudine.
La sua declinazione è fortemente australe, per cui quest'ammasso non risulta osservabile da molte delle regioni abitate dell'emisfero boreale, come l'Europa e quasi tutto il Nordamerica; da alcune regioni abitate dell'emisfero australe, al contrario, si presenza circumpolare. Il periodo migliore per la sua osservazione nel cielo serale è quello compreso fra gennaio e luglio.
Vale la pena di esplorare i dintorni di NGC 3766 con un binocolo, essendo una zona ricchissima di campi stellari e piccole associazioni stellari.

## Storia delle osservazioni
Il primo a riconoscere quest'oggetto come un insieme di stelle fu l'abate Nicolas Louis de Lacaille, che lo inserì nel suo catalogo edito nel 1755, dove raccolse i frutti di tutte le sue osservazioni condotte pochi anni prima a Città del Capo; egli lo indicò come un oggetto composto da stelle accompagnate da nebulosità. Fu poi riosservato da James Dunlop, che lo descrisse come privo di nebulosità e riuscendo a riconoscere i vari colori delle sue componenti.

## Caratteristiche
L'ammasso è composto in maggioranza da stelle biancastre di classe spettrale A, ma sono presenti anche alcune stelle giganti rosse e delle stelle massicce di colore giallo; contiene al suo interno la stella doppia BF Centauri, una variabile a eclisse la cui luminosità oscilla fra 8,5 e 9,4, passando il 20% del periodo, di 3,7 giorni, in eclisse. La distanza è stimata sui 1745 parsec (5690 anni luce) dal Sole, dunque in un braccio di spirale più interno del nostro, il Braccio del Sagittario.
In luminosità e forma ricorda vagamente M37, nella costellazione dell'Auriga: entrambi si estendono infatti per 15' di diametro e mostrano una forma allungata, ma confrontando le distanze si scopre che M37 è in realtà più piccolo del 20%; il diametro reale di NGC 3766 è pari a circa 25 anni luce, mentre l'assorbimento a causa delle polveri oscure ne riduce la luminosità di mezza magnitudine. Inoltre NGC 3766, a differenza di M37, è estremamente giovane, con un'età di 14 milioni di anni e una popolazione di circa 140 stelle; M37 invece ha 200 milioni di anni e le sue stelle sono quasi 2000.

### Libri
- (EN) Stephen James O'Meara, Deep Sky Companions: The Caldwell Objects, Cambridge University Press, 2003, ISBN 0-521-55332-6.

### Carte celesti
- Tirion, Rappaport, Lovi, Uranometria 2000.0 - Volume II - The Southern Hemisphere to +6°, Richmond, Virginia, USA, Willmann-Bell, inc., 1987, ISBN 0-943396-15-8.
- Tirion, Sinnott, Sky Atlas 2000.0 - Second Edition, Cambridge, USA, Cambridge University Press, 1998, ISBN 0-933346-90-5.
- Tirion, The Cambridge Star Atlas 2000.0, 3ª ed., Cambridge, USA, Cambridge University Press, 2001, ISBN 0-521-80084-6.